# Toritama
Toritama est une municipalité brésilienne située dans l'État du Pernambouc.